# Blang Pulo (Muara Satu)
Blang Pulo is een bestuurslaag in het regentschap Lhokseumawe van de provincie Atjeh, Indonesië. Blang Pulo telt 4752 inwoners (volkstelling 2010).